# John Brown (1810-1882)

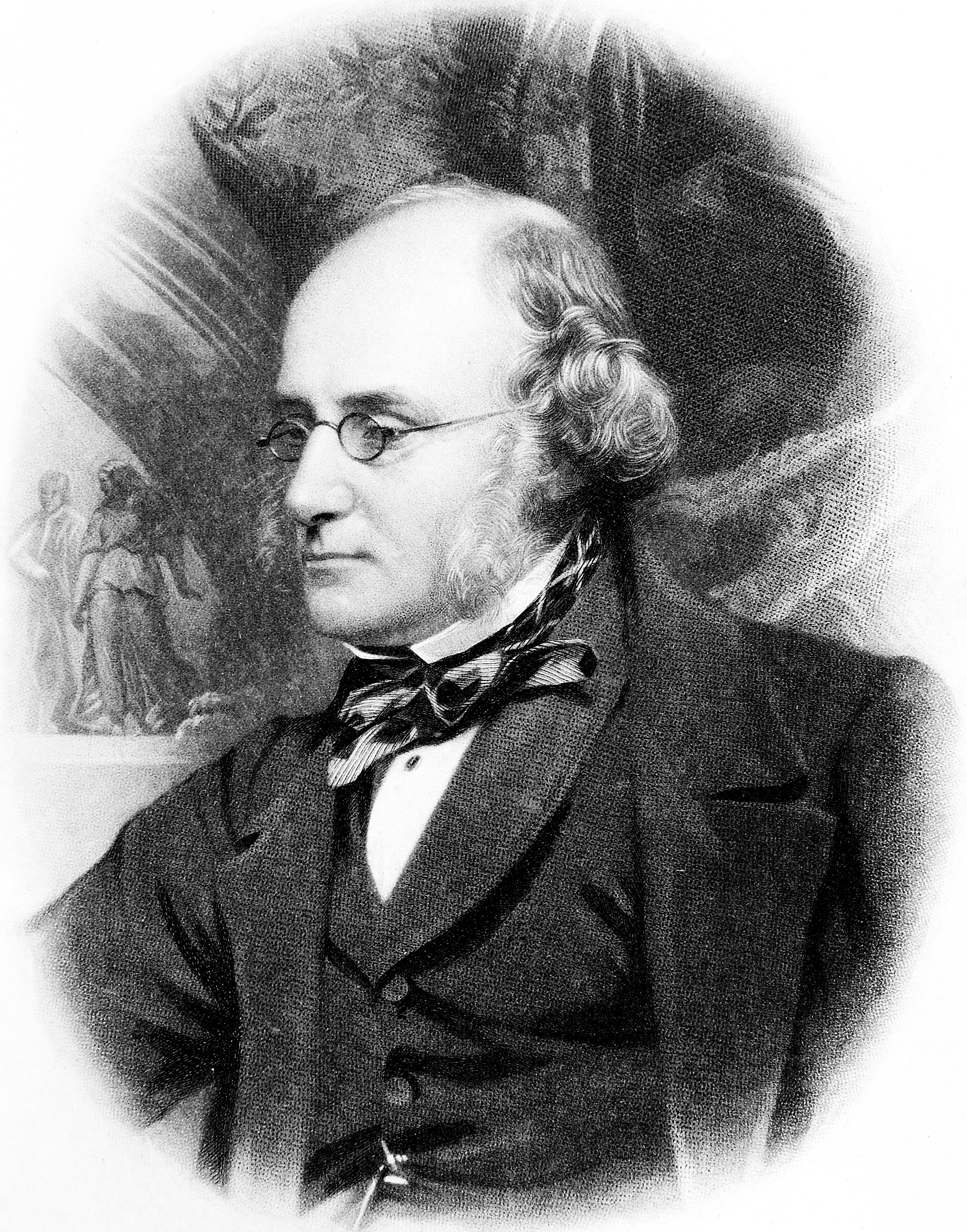
John Brown (médico) (1810-1882)

Dr. John Brown (Biggar, 22 de Setembro de 1810 - 11 de Maio de 1882) foi um médico e ensaísta escocês. Era filho do clérigo John Brown (1784–1858) e nasceu em Biggar na Escócia.  Ele é mais conhecido por sua coleção de 3 volumes Horae Subsecivae - "horas de lazer" (1858), tornou-se conhecido também por causa da história do cachorro, Rab e seus Amigos, e um ensaio a respeito da prodigiosa poetisa e escritora Marjorie Fleming, que morreu de meningite aos 8 anos e era grande amiga de Walter Scott.

## Biografia
Brown foi educado na Escola Superior de Edimburgo e se formou como médico na Universidade de Edimburgo em 1833, e praticado como um médico naquela cidade. John Brown era descendente de eminentes clérigos Presbiterianos. Após graduar-MD em 1833 foi colocado, para James Syme. Brown posteriormente adquirida uma prática médica muito grande em Edimburgo num momento em que as doenças infecciosas teve um pesado tributo de vida. Ele era um homem muito sociável, e sua casa na rua 27 Rutland foi palco de muitos encontros sociais. Em 1840 ele se casou com Catherine Scott McKay. Eles tiveram três filhos, dos quais apenas um filho sobreviveu. Em 1847, o Dr. Brown tornou-se Membro do Royal College of Physicians de Edimburgo, e por um tempo foi Bibliotecário Honorário. Ele tinha opiniões fortes sobre a inadequação de exames para avaliar o progresso do aluno e não se impressionou com a visão de que os avanços científicos eram no melhor interesse dos pacientes.
Ele teve amigos muito contemporâneos, incluindo Thackeray; sua reputação baseia-se nos dois volumes de ensaios, Horae Subsecivae (horas de lazer) (1858, 1861), John Leech e outros documentos (1882), Rab and His Friends (1859) e Marjorie Fleming: um esboço (1863). Seu primeiro escrito foi em resposta a um pedido de contribuição para as notificações de quadros expostos pela Royal Scottish Academy. O editor do The Scotsman jornal, em seguida, pediu-lhe para escrever regularmente para o jornal. Ele tinha 48 anos quando publicou Rab and His Friends. Seus escritos foram filosóficos, clássico, artístico, médico, da vida rural, a rebelião jacobita, personagens notáveis, pessoas humildes e amigos caninos. Estes foram publicados como uma coleção em 1858 como Horae Subsecivæ, que correu para muitas edições. O primeiro volume trata principalmente com o equipamento e deveres de um médico, o segundo com assuntos fora de sua profissão.
Brown foi reverenciado e amado ao grau incomum, e ele era o amigo querido de muitos de seus mais ilustres contemporâneos, incluindo Thackeray. Na mistura de ternura e delicado humor de Brown tem muito em comum com Cordeiro, em sua visão sobre a natureza do cão, ele é único. Ele escreveu relativamente pouco, mas tudo que ele fez de gravação é boa, alguns dos que perfeito, do seu tipo.
Ele sofreu durante os últimos anos de sua vida, desde os ataques de melancolia. Ele faleceu em 11 de maio de 1882, e foi sepultado em terreno de seu pai no Cemitério de Nova Calton.